# Gustaf Adolf Boltenstern
Gustaf Adolf Boltenstern (n. 1 aprilie 1861, Helsingborg, Suedia – d. 9 octombrie 1935, Stockholm, Suedia) a fost un sportiv ce a reprezentat Suedia, medaliat olimpic. A participat la o ediție a Jocurilor Olimpice (1912) în care a câștigat o medalie de argint.